# 卢守耕
卢守耕，（1896年—1989年），著名农学家、园艺学家、教育家。字亦秋，浙江余姚（今属慈溪市）人。卢守耕是最早运用近代科学技术研究台湾农业状况的学者之一。

## 经历
早年入读宁波慈溪锦堂农业学校（由吴锦堂创办）。
1914年，考入国立北京农业专门学校（中国农业大学前身）农学科。
1918年，毕业后参加工作，历任浙江省立农业试验场技术员，浙江省立棉业试验场技士，浙江省立甲种森林学校教员，浙江省立女子师范学校教员，浙江省海宁县愚移中学教员等职务。
1925年，任浙江省公立农业专门学校教员、讲师，兼任农场副主任。 
1930年，考取浙江省官费留学，赴美国康乃尔大学研究院留学，攻读植物育种学，辅修农艺学及植物生理学。先后获得康乃尔大学硕士学位和博士学位。
1933年，学成回国，任中央农业实验所技正兼全国稻麦改进所技正。
1936年夏，被竺可桢聘为国立浙江大学农艺系教授，并出任农学院院长。
抗日战争后，被派往台湾工作，出任中華民國接管台灣後台湾糖业试验所第一任所长。
1954年8月，出任国立台湾大学农学院教授。

## 著作
- 《稻作学》
- 《现代作物育种学》
- 《作物育种学导论》（与Briggs等合著）
- 《作物育种学》（译作，Hayes著）
- 《台湾糖业及其研究》（论文）
- 《台湾省糖业试验所之试验工作》（论文）